# Stimme (Partei)

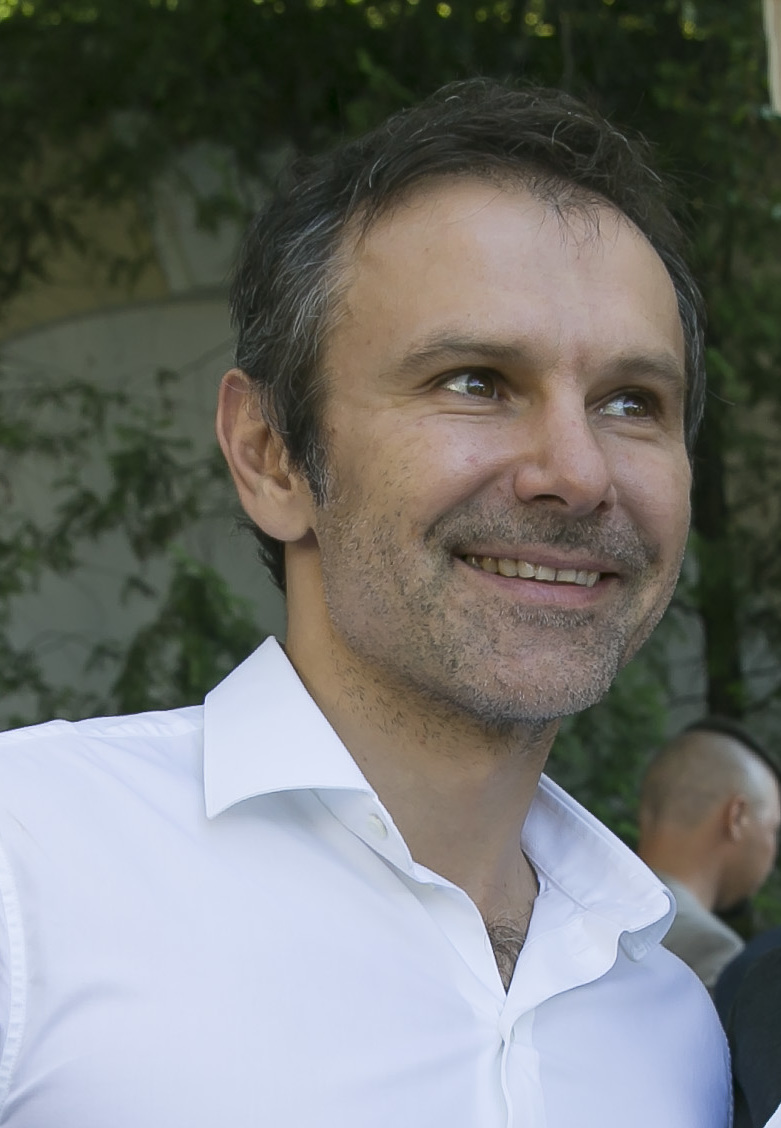
Swjatoslaw Wakartschuk

Stimme (ukrainisch Голос Holos) ist eine liberale politische Partei in der Ukraine, die im Parlament des Landes, der Werchowna Rada, vertreten ist.
Sie wurde am 16. Mai 2019 unter der Führung von Swjatoslaw Wakartschuk in Kiew gegründet. Zu ihren Zielen gehört der Ausbau des E-Governments, eine Reform des Justizwesens, die Bekämpfung der Korruption sowie der Beitritt zur Europäischen Union und zur NATO. Im Russisch-Ukrainischen Krieg strebt sie eine friedliche Lösung an.

## Geschichte
Dem langjährigen Aktivisten (Orange Revolution und Euromaidan) und bekannten ukrainischen Frontsänger seiner Rockband Okean Elsy, deren Lieder in der Ukraine Kult sind, wurde schon seit Jahren nachgesagt, er habe größere politische Ambitionen und könne der nächste Präsident der Ukraine werden. So sprachen Meinungsumfragen im Frühling und Sommer 2018 von einer Zustimmung von 9–10 % – circa ein Jahr vor der Präsidentschaftswahl am 31. März 2019. Jedoch haben die fehlende Klarheit seiner politischen Ambitionen, der Aufstieg des Politneulings Wolodymyr Selenskyj und Aussagen bei öffentlichen Auftritten, die weit von den Themen des damaligen Vorwahlkampfes entfernt waren, die Wähler enttäuscht und die Zustimmungswerte sanken zu Beginn der Präsidentschaftswahlkampfes auf 2–3 Prozent.
Im Januar 2019 verzichtete Wakartschuk dann offiziell auf eine Kandidatur, gab keine Wahlempfehlung ab und sprach davon, neue Gesichter in die ukrainische Politik zu bringen. Experten meinen, dass der Sieg Selenskyjs weniger wahrscheinlich gewesen wäre, wäre Wakartschuk, der anfangs bessere bis gleiche Umfragewerte hatte, auch angetreten.

«Нам потрібні нові політичні лідери. Я не вірю в революції, так як вони не забезпечують стійких рішень.»

„Wir brauchen neue politische Anführer. Ich glaube nicht an Revolutionen, denn sie bringen keine nachhaltigen Lösungen.“

In einem Interview im Mai sagte Wakartschuk, dass die Werchowna Rada, das Parlament der Ukraine, der Ort sei, wo Veränderung möglich sei und er deshalb nicht bei den Präsidentschaftswahlen antrat. Nach der Orangen Revolution saß er bereits für ein Jahr als unabhängiger Abgeordneter im Parlament und beriet später den Ministerpräsidenten Wolodymyr Hrojsman.
Potentielle Wähler sind junge, pro-europäische und moderat-patriotische Ukrainer, vor allem in der Westukraine und in Kiew. Kandidaten für Holos/Stimme müssen die Werte des Maidan unterstützen sowie unabhängig von Oligarchen und dem ehemaligen Präsidenten Wiktor Janukowytsch sein. So werden Parteispenden von Oligarchen abgelehnt und kommen von Klein- und Mittelunternehmen sowie Wakartschuk selbst.
Die Wahlkampfauftritte des Parteivorsitzenden Wakartschuk mit seiner Band Okean Elsy, „Tour der Veränderung“ genannt, werden als eine Mischung aus politischen Reden und Rockkonzert bezeichnet, da er neben Reden und der Vorstellung seiner Partei auch ein Gratiskonzert gibt. Trotz der nur wenig mehr als zwei Monate zwischen Gründung und der vorgezogenen Parlamentswahl am 21. Juli, wodurch keine landesweite Parteistruktur aufgebaut werden konnte und auch, anders als bei Selenskyj, kein eigenes oder loyales Medienhaus hinter Holos/Stimme steht, kommt die Partei laut Umfragen kurz vor der Wahl auf 5,9 %, womit sie die viertstärkste Kraft wäre. Sie lag bei Umfragen Ende Juni aber auch schon bei 8,4 %.